# Sturnella
Sturnella är ett fågelsläktet i familjen trupialer inom ordningen tättingar. Släktet omfattar idag oftast tre arter med vidsträckt utbredning från sydöstra Kanada till nordöstra Brasilien:
- Västlig ängstrupial (S. neglecta)
- Östlig ängstrupial (S. magna)
- Chihuahuaängstrupial (S. lilianae)